# Tapinopa
Tapinopa Westring, 1851 è un genere di ragni appartenente alla famiglia Linyphiidae.

## Distribuzione
Le sette specie oggi note di questo genere sono state rinvenute nella regione olartica e nell'ecozona orientale: le specie dall'areale più vasto sono la T. disjugata e la T. longidens, reperite in varie località della regione paleartica.

## Tassonomia
Non è sinonimo anteriore di Floronia Simon, 1887, a seguito di un lavoro di Millidge (1984b), contra un precedente lavoro dello stesso Millidge del 1977.
Dal 2008 non sono stati esaminati esemplari di questo genere.
A dicembre 2012, si compone di sette specie:
- Tapinopa bilineata Banks, 1893 — USA
- Tapinopa disjugata Simon, 1884 — Regione paleartica
- Tapinopa gerede Saaristo, 1997 — Turchia
- Tapinopa guttata Komatsu, 1937 — Russia, Cina, Giappone
- Tapinopa hentzi Gertsch, 1951 — USA
- Tapinopa longidens (Wider, 1834)[3] — Regione paleartica
- Tapinopa vara Locket, 1982 — Malaysia

### Specie trasferite
- Tapinopa fagei (Caporiacco, 1955); trasferita al genere Floronia Simon, 1887[1].

### Sinonimi
- Tapinopa octodentata Wunderlich & Li, 1995; posta in sinonimia con T. guttata Komatsu, 1937 a seguito di un lavoro di Saaristo (1996a)[1].